# En la habitación de la muerte
En la Habitación de la Muerte es el quinto relato corto incluido en la colección Todo es eventual: 14 relatos oscuros del escritor estadounidense Stephen King.  Fue inicialmente publicada en la colección Secret Windows en el año 2000.

## Nota del autor
Esta es la nota explicativa de Stephen King que aparece al final de la historia en la colección Todo es eventual: 14 relatos oscuros: Esta es una historia ligeramente a lo Kafka, sobre una habitación de interrogatorios en la versión sudamericana del infierno. En estos relatos, el interrogado por lo general confiesa todo y luego termina asesinado (o completamente loco). Quería escribir uno con final feliz, por muy irreal que pueda ser. Y aquí está.

## Argumento
Fletcher, un exreportero del New York Times, ha sido capturado por miembros de un gobierno sudamericano. La historia empieza cuando él se encuentra en la "habitación de la muerte" y se da cuenta de que, luego de ser interrogado sobre una insurgencia comunista que él ha estado apoyando debido a las matanzas de un gobierno, aparentemente el argentino, hacia un grupo de monjas que incluía a su hermana, no va a salir vivo de la habitación, a pesar de su afirmación de que será puesto en libertad.
Durante el transcurso de su interrogatorio, Fletcher se las arregla para mantener la calma, y pensar en un plan desesperado para salvar su vida, que, para su sorpresa, realmente funciona. Finge un ataque de epilepsia, y luego roba el arma de fuego de uno de los captores que intentaba ayudarlo. Después de matar a tres de sus captores y mutilar a uno, escapa de la habitación. Fletcher, que no tiene forma de saber si se oyeron o no los disparos, empieza a subir las escaleras para ver si puede escapar.
El relato finaliza con un hombre, aparentemente Fletcher, comprando un paquete de cigarrillos en un quiosco de periódicos en Nueva York

## Adaptaciones
- El director Joe Leavell ha adquirido los derechos para producir En la habitación de la muerte como una película corta.[1]

- El guionista y director Dave Bullis también ha adquirido los derechos para producir una película corta a estrenarse en 2010.